# The Critters

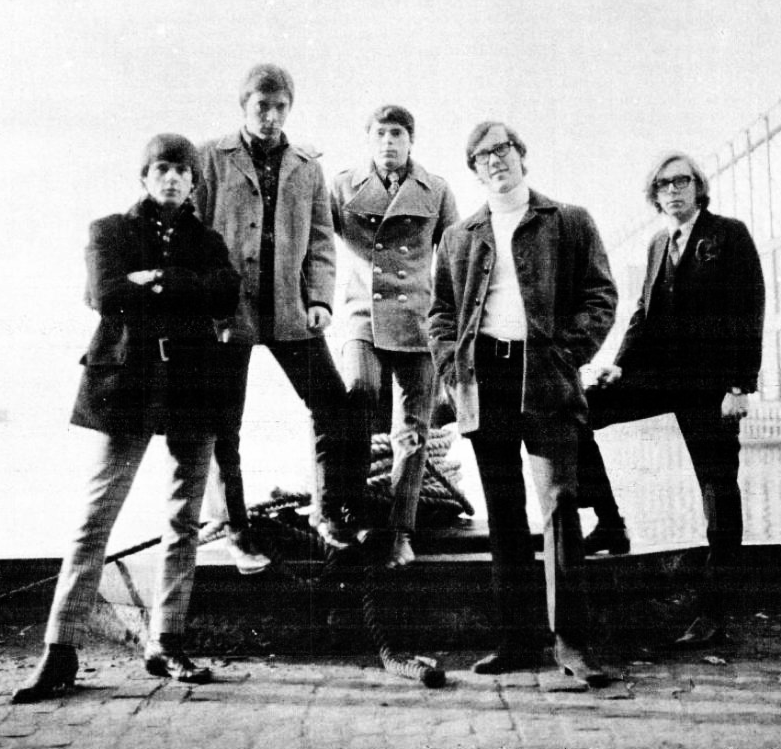
The Critters.

The Critters var en amerikansk popgrupp bildad i New Jersey, New York City, 1965. Deras ljudbild kan liknas vid gruppen The Lovin' Spoonful. Gruppen hette the Vibratones innan de bytte till Critters. 
Gruppens första hit blev en cover på John Sebastians "Younger Girl" 1966, vilken blev deras enda intrång på brittiska singellistan där den nådde plats 38. Den låg även på svenska Tio i topp-listan i 2 veckor med en tiondeplats som bästa placering.
På hösten samma år fick de sin största singelhit med "Mr. Dieingly Sad" som nådde plats 17 på Billboard Hot 100-listan. Samma placering nådde den på kanadensiska RPM-listan. De hade även en mindre hit 1967, "Don't Let the Rain Fall Down on Me" innan gruppen splittrades cirka 1968, främst för att några av medlemmarna blev inkallade till tjänstegöring i Vietnamkriget. Gruppens ledsångare Don Ciccone avled 2016.

## Medlemmar
- Don Ciccone (sång, gitarr)
- Jim Ryan (gitarr)
- Bob Podstawski (saxofon)
- Chris Darway (keyboards)
- Ken Gorka (elbas)
- Jack Decker (trummor).

## Diskografi, album
- Younger Girl (1966)
- Touch n' Go With the Critters (1967)